# Dardanellerkanonen
Dardanellerkanonen eller Den Store Bronzekanon (tyrkisk: Şahi topu eller blot Şahi) er en kanon til belejring fra 1400-tallet, specifikt en bombard med stor kaliber, der blev anvendt under Dardaneller-operationen i 1807.
Den blev bygget i 1464 af den osmanniske militæringeniør Munir Ali og var modelleret efter Basilic, den bombarde, der blev fremstillet af Orban og brugt under den osmanniske belejringen af Konstantinopel i 1453.
Den blev støbt i bronze og har en vægt på omkring 17 t, og den er 5,18 m lang. Den har en kaliber på 635 mm.
Den har været en del af Royal Armouries samling, og har været udstillet for besøgende på Tower of London. I 1989 blevn den flyttet til Fort Nelson i Hampshire, der ligger med udsigt til Portsmouth.